# 曲胚科
曲胚科又名青蛇胚科，只有1属6种，分布在南美洲的智利和巴西南部地区。
本科植物为一年生木质草本，叶对生；花数4-5；果实为蒴果。因为其植物胚呈绿色，弯曲似蛇，故得名。
1981年的克朗奎斯特分类法将其列入牻牛儿苗科，1998年根据基因亲缘关系分类的APG 分类法认为应该单独分出一个科，仍然列在牻牛儿苗目中。